# Перламутровка Аглая
Перламутровка Аглая (лат. Speyeria aglaja = Argynnis aglaja) — дневная бабочка из семейства нимфалид.

## Этимология латинского названия
Аглая в греческой мифологии — «блестящая», одна из трех харит или граций, дочерей Зевса и Эвриномы, сестра Евфросины и Талии.

## Описание
Длина переднего крыла 23—30 мм. Размах крыльев 44—56 мм. Верхняя сторона крыльев самца окрашена в ярко-рыжий цвет с чёрными пятнами. Окраска самки контрастнее, с расширенными чёрными пятнами. Встречаются самки с более тёмной окраской — f. suffusa (Tutt).
В постдискальной области на нижней стороне заднего крыла глазки отсутствуют, прикорневая часть крыла с выраженным зеленоватым оттенком. Нижняя сторона крыльев с яркими серебристыми пятнами.

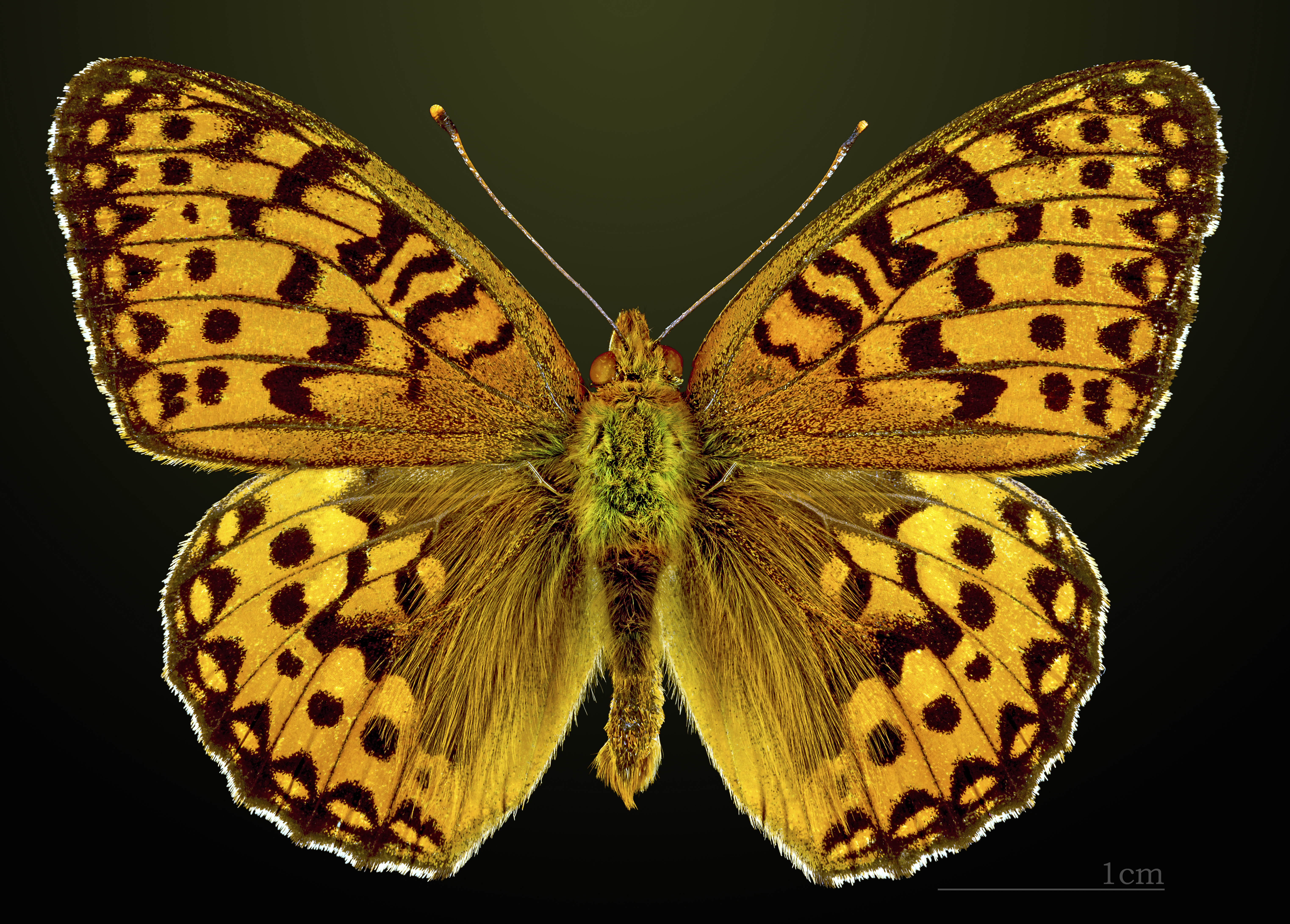
Перламутровка Аглая
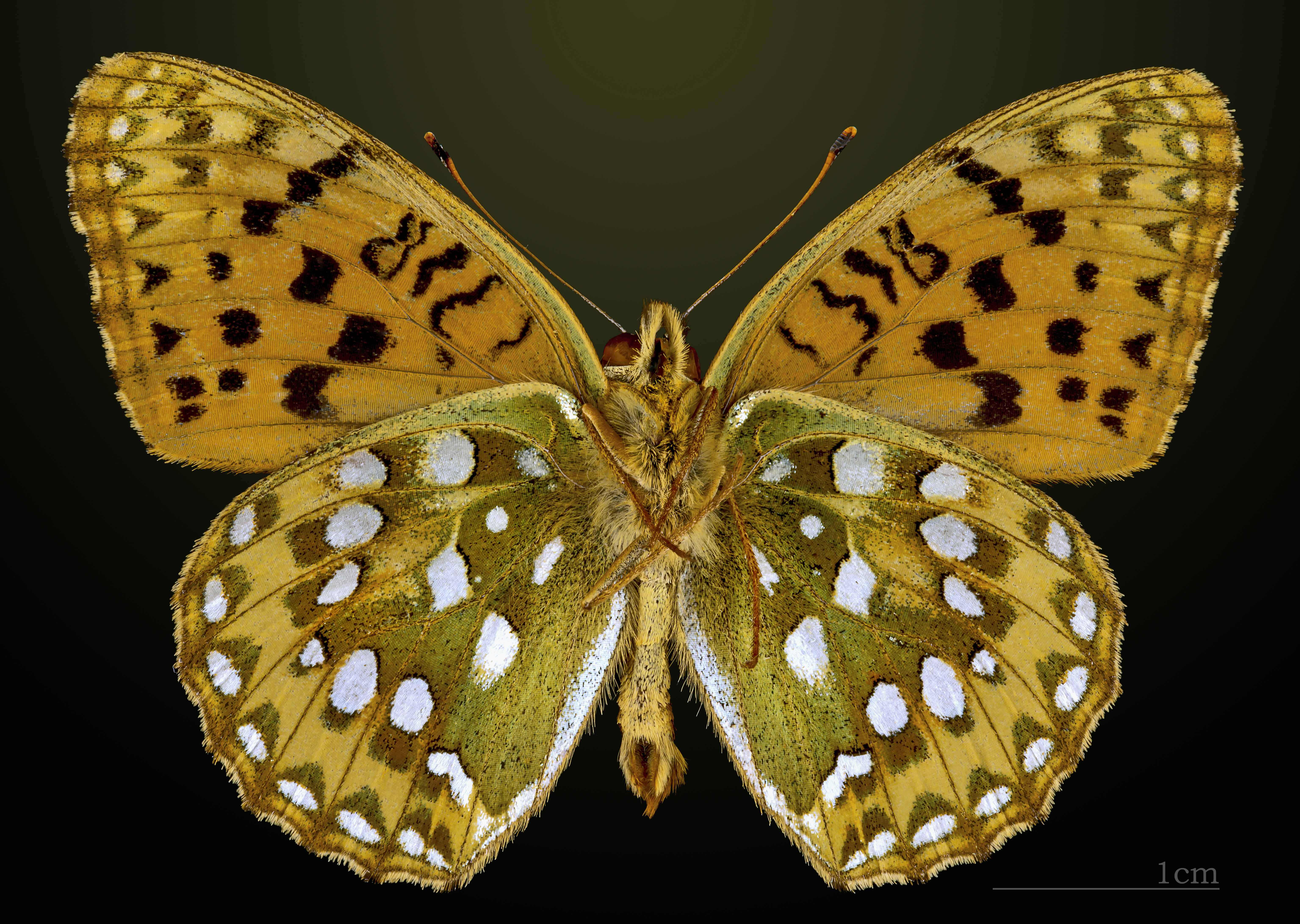
△  Перламутровка Аглая

## Ареал
Ареал вида включает Северо-западную Африку, внетропическую Евразию. Перламутровка Аглая распространена по всей территории Восточной Европы, отсутствуя только на большей части степной зоны Украины и в Прикаспийской низменности, а также к северу от подзоны средней тайги. Является широко распространённым видом в средней полосе России, Карпатах, в горах Крыма и Кавказа. Встречается также в Японии.

## Местообитание
Населяет различные луга, лесные опушки, поляны, обочины лесных дорог, редколесья, берега рек и водоемов. В горах населяет луга в лесном поясе. В Гималаях бабочка встречается на высоте около 3 000 м.

## Подвиды
- S. a. aglaja На всей территории Восточной Европы. Южная Европа, Центральная Европа, Кавказ, Алтай, Саяны, Западная Сибирь, Южная Сибирь
- S. a. borealis (Strand , 1901) Европа, Сибирь, Дальний Восток России, Камчатка
- S. a. lyauteyi (Oberthür , 1920) Марокко (Средний Атлас)
- S. a. excelsior (Rothschild , 1933) Марокко
- S. a. ottomana (Röber , 1896) Армения, Талыш
- S. a. gigasvitatha (Verity , 1935) Тянь-Шань, Дарваз, Алай, Южный Алтай
- S. a. vitatha (FMoore , 1874) Памир
- S. a. clavimacula (Matsumura , 1929) Юг Уссурийского края
- S. a. kenteana (Stichel , 1901) Забайкалье, Север Уссурийского края, Амур
- S. a. tonnai (Matsumura, 1928) Сахалин
- S. a. bessa (Fruhstorfer , 1907)

## Биология
Развивается в одном поколении. Лёт бабочек с середины июня (иногда с конца мая) по середину августа. Вид является склонным к миграциям. Бабочки питаются нектаром сложноцветных и бобовых. Бабочки летают на бреющем полете.

## Размножение
Яйца откладывают самкой поштучно либо на листья и стебли кормового растение гусениц — фиалки, либо на соседние к ним растения. Прикрепляются они непрочно и могут легко стряхиваться на почву. Яйца откладываются самкой поодиночке. За день откладывается до 100 яиц. Яйцо желтоватого цвета, конической формы, ребристое, диаметром около 1 мм. Со временем их цвет изменяется на красноватый а потом, перед выходом гусениц, цвет яиц становится серым. Гусеницы вылупляются в конце лета или осенью, спустя 2—3 недели после откладывания яиц. Гусеницы практически не питаются и зимуют в первом возрасте. Иногда зимуют созревшие яйца. Длина гусеницы последнего возраста до 40—44 мм. Гусеницы чёрного цвета, с рядом красных пятен по бокам брюшных сегментов. Днем гусеницы прячутся, а питаются ночью. Окукливаются в лёгком коконе между стеблями растений, вблизи поверхности почвы, прикрепляясь кремастером к вертикальной поверхности.
Стадия куколки продолжается около 2 недель.

### Кормовые растения гусениц
Фиалки (Viola sp.), Фиалка собачья, фиалка жестковолосистая, фиалка болотная, фиалка Ривиниуса, фиалка трехцветная, фиалка горная. В качестве кормовых растений приводятся также горец змеиный (Polygonum bistorta) и горошек (Vicia).